# Vịnh hẹp

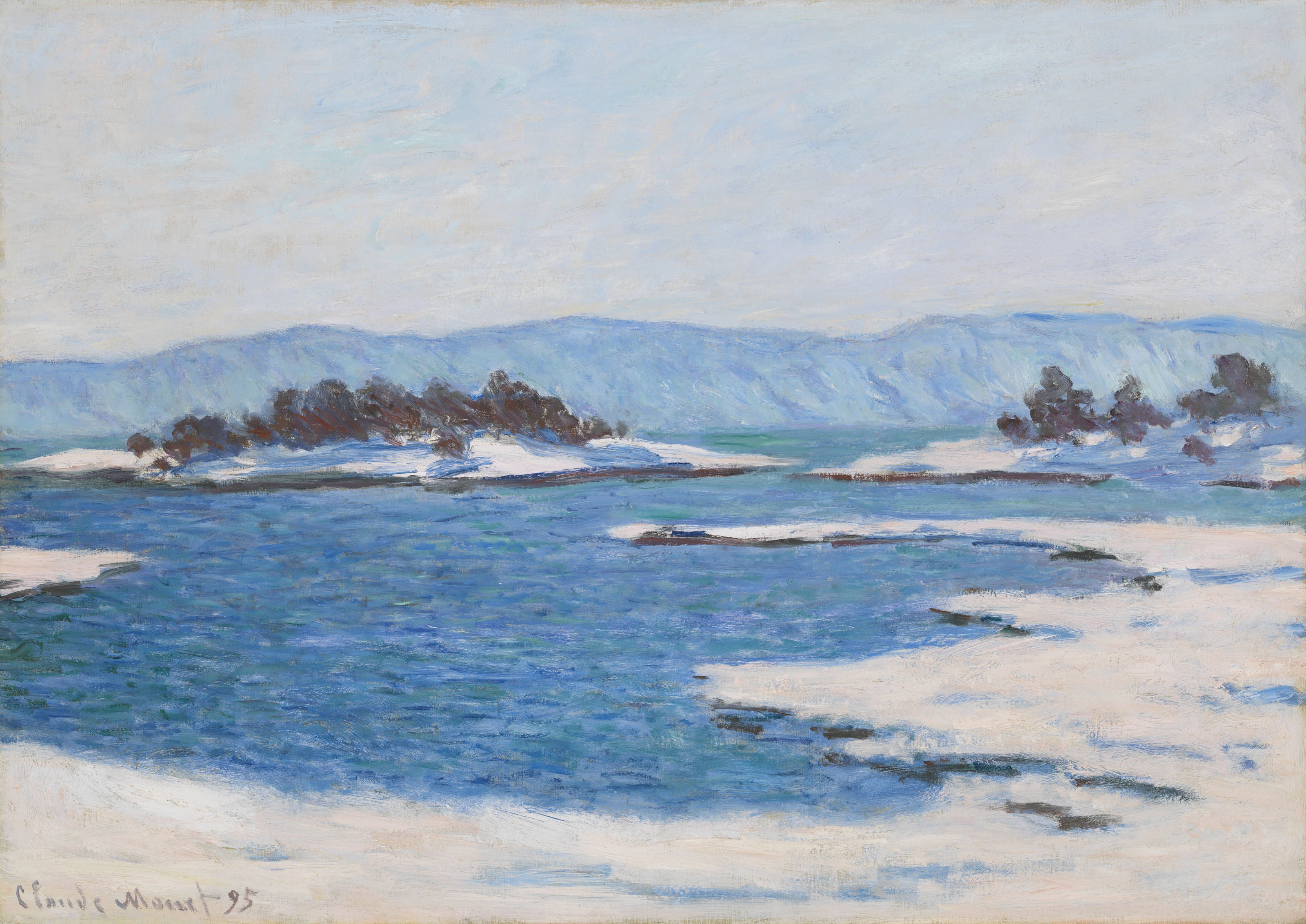
Fjord à Christiania, Claude Monet (1895).

Vịnh hẹp hay "lạch biển" (tiếng Anh: inlet) là một khối nước hẹp nằm giữa các đảo hoặc là một lạch nước nối một khối nước - thường là khép kín - trong nội địa với một khối nước lớn hơn như eo biển, vịnh, phá hoặc đồng lầy. Tại các bờ biển, "vịnh hẹp" ám chỉ lạch nước nối một vịnh với đại dương. Loại vịnh hẹp do băng hà tạo ra gọi fjord; thường tìm thấy fjord tại các đường bờ biển nhiều núi non.
Một phức hợp các vịnh hẹp hoặc các fjord lớn được gọi là sound, ví dụ như Puget Sound, Howe Sound và Karmsund (sund nghĩa là "sound" trong tiếng Scandinavia). Một số vịnh hẹp dạng fjord còn được gọi là "kênh đào" (canal), ví dụ kênh đào Portland, kênh đào Lynn và kênh đào Hood. Một vài vịnh hẹp khác lại được gọi là "kênh" (channel), ví dụ kênh Dean, kênh Douglas và kênh Amsterdam.